# Ernst Wrampe
Ernst Wrampe oder Ernst Wrampen, auch Ernst von Wrampen genannt (geboren vor 1573; gestorben 1616 oder nach 1619) war ein deutscher Militär im Fürstentum Braunschweig-Wolfenbüttel und Beamter.

## Leben

### Familie
Ernst Wrampe, Junker zu Ricklingen, war ein Mitglied des Adelsgeschlechtes von Wrampe, auch Wrampen genannt, das ab dem 15. Jahrhundert unter anderem im Gebiet des Hochstiftes Halberstadt nachgewiesen ist. Wrampe war Schwager des Caspar von Alten.

### Werdegang
Seinen sozialen Aufstieg verdankte Ernst Wrampe vor allem dem Dienst für seinen welfischen Landesherrn, für den er ab 1573 erst als Kämmerling, anschließend als Kämmerling und Bergrat und ab 1591 als Landrat tätig war. Anlässlich der Besetzung rheinisch-westfälischer Gebiete durch spanische Truppen im sogenannten Spanischen Winter vertrat Wrampe gemeinsam mit dem braunschweigischen Kanzler Johann von Jagemann und dem braunschweig-lüneburgischen Juristen und Kammerrat Joachim Götze vom 10. bis 22. Dezember 1598 auf dem Konvent zu Frankfurt die Interessen seines Landesherrn, Herzog Heinrich Julius.
Militärisch standen zeitweilig „fünff Companeyen Reuter“ unter dem Kommando „des Obristen Leutenants Ernst Wrampen“.
Die Hannoversche Chronik von Otto Jürgens verzeichnete Wrampe in der Zeit um 1600 als Junker des Dorfes Ricklingen vor Hannover.

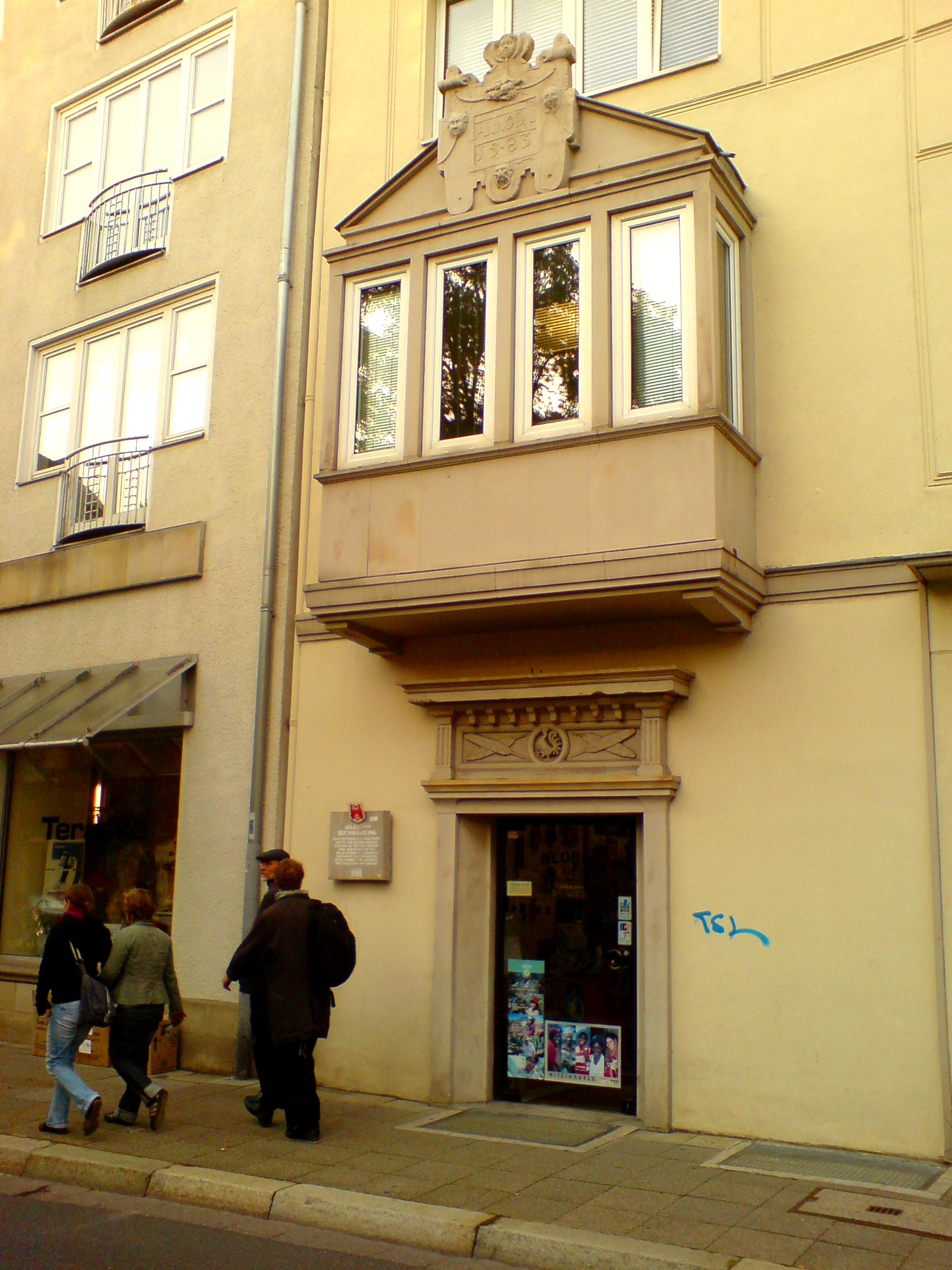
Detail des Hauses Leinstraße 32, ehemaliger Sitz der Hahnschen Buchhandlung schräg gegenüber dem Leineschloss

Im 17. Jahrhundert war Wrampe Besitzer des Hauses unter der – heutigen Adresse – Leinstraße 32 in der Altstadt von Hannover. Ein Bruchstück des vermutlich aus der Fassade des ursprünglich 1583 für die Familie Gevert Stech erbauten Renaissance-Gebäudes – in dem später die Hahnsche Buchhandlung ihren Sitz hatte – zeigt neben der ehemals 1638 datierten Inschrift mit den Namen von Matthias Rust und Ursula von Idensen auch den unvollständig erhaltenen Namen Ernst Wramp unter dem Wappenschild Wrampes. Eine Abbildung des ebenfalls erhaltenen Wappens des Halberstädter Domherrn Caspar Wrampe an der Dompropstei zu Halberstadt zeigt auf dem Schild drei senkrecht nach oben gerichtete Gabeln.
Bei der Belagerung der Stadt Braunschweig 1615 durch die Truppen von Herzog Friedrich Ulrich von Braunschweig-Wolfenbüttel trafen am 25. Juli des Jahres die Bürger der Stadt auf dem Weg nach Riddagshausen den Tross von „Oberst Leutenamt Ernst von Wrampen“ an und führten anschließend „ein doppelt Söltner mit Gefangen in die Stadt“ heim.
1619 erteilte Christian, Fürst von Lüneburg und Bischof von Minden, die Erlaubnis, dass Caspar von Alten seinem Schwager Wrampe Ländereien in Ricklingen verpfändete.
Ebenfalls im Dreißigjährigen Krieg, als Ende Oktober 1625 die Truppen des Heerführers Tilly südlich und westlich vor Hannover lagerten, nahm Tilly Quartier im Ricklinger Wrampenhof.

## Archivalien
An Archivalien von und über Ernst Wrampe finden sich beispielsweise
- im Niedersächsischen Landesarchiv (Standort Wolfenbüttel) eine bis 1571 laufende Akte aus der Kammer-Kasse mit dem Titel Schuhgeld für die Jungen / A Q (quittiert durch den Jungen Ernst Wrampe) mit dem Inhalt Jungen des Herzogs Julius: Ernst Wrampe, Heinrich Meusich(en), Hans Jörg v. Tallenbeck, Melchior Tier, Tobias n. Knobelsdorff; Jungen der Herzogin Hedwig: Caspar v.d. Luhe, Caspar v. Godau, Wilhelm Medum, Hans Straßki; Junge des Herzogs Julius: Christoph Kreher, Archivsignatur NLA WO 4 Alt 19 Nr. 1705 (alte Archivsignatur 6344)[13]
- eine 1638 datierte Akte unter dem Titel Verschreibung von Diensten und Untergerichten im Dorf Ricklingen an die Erben des Oberstleutnants Ernst Wrampe im Niedersächsischen Landesarchiv (Standort Hannover), Archivsignatur  NLA HA Cal. Br. 2 Nr. 2259 (alte Signatur XLIII Nr. 14)[14]